# Chuck Comeau
Charles Andre Comeau, detto Chuck (Montréal, 17 settembre 1979), è un batterista e compositore canadese, membro fondatore del gruppo musicale canadese Simple Plan.

## Biografia
Chuck è nato a Montréal nel 1979 e ha un fratello di nome Louis.
All'età di 13 anni fonda la band hardcore Reset con l'amico Pierre Bouvier. Dopo aver pubblicato con la band una cassetta demo e un album in studio, decide però di lasciare la band per finire il college. Qualche anno dopo decide di formare una nuova band con i compagni di scuola Jeff Stinco e Sébastien Lefebvre. Successivamente rincontra Pierre a un concerto dei Sugar Ray, e gli propone di entrare nella sua nuova band. Bouvier accetta, e così lascia i Reset, che viene rimpiazzato dal bassista/cantante David Desrosiers. Anche questi, però, decide dopo poche settimane di unirsi alla band di Comeau, e nascono così i Simple Plan. Con loro ha pubblicato, tra gli altri, cinque album in studio: No Pads, No Helmets... Just Balls, Still Not Getting Any..., Simple Plan , Get Your Heart On! e Taking One for the Team.
Nel luglio 2014 Chuck torna a suonare con i Reset insieme a Pierre Bouvier per l'Amnesia Rock Fest.

## Curiosità
- Le sue band preferite sono i Good Charlotte, i blink-182, i Linkin Park, i Sugar Ray e i Guns N' Roses[4]. Egli è comunque  un grande amante dell'hip hop[4].

## Discografia

### Con i Simple Plan
Album in studio
- 2002 – No Pads, No Helmets... Just Balls
- 2004 – Still Not Getting Any...
- 2008 – Simple Plan
- 2011 – Get Your Heart On!
- 2016 – Taking One for the Team

### Con i Reset
Album in studio
- 1997 – No Worries

Raccolte
- 2006 – No Worries/No Limits

Demo
- 1995 – Concerned